# Diezerpoort (woonwijk)
Diezerpoort (ook: Dieze, Nijstad, Nieuwstad (Zwols: [diˑz̠ə / diˑz̠ə(ʀ)pʊ:ətə / nɪistɑt]) is een woonwijk in de Overijsselse plaats Zwolle. De wijk bestaat uit een aantal buurten, te weten Dieze-Centrum, Dieze-West, Dieze-Oost en de Indische Buurt. De wijk wordt ook wel Dieze genoemd. Vanuit de wijk Dieze kreeg men toegang tot de Zwolse binnenstad via de Diezerpoort, die in de negentiende eeuw werd afgebroken.

## Geschiedenis
De wijk ligt op een zandrug die in het Weichselien is gevormd door opgewaaid zand, zogenaamd dekzand. Al in de 10e eeuw woonden er mensen op de plek waar deze wijk ligt.
Dieze was in de vroege middeleeuwen een zelfstandige boermarke, maar werd in 1384 aan Zwolle toegevoegd. Hiermee is Dieze een van de oudste wijken van Zwolle. Rond de 17e eeuw groeide Dieze uit tot een belangrijke voorstad, ook wel Nieuwstad of Nijstad genoemd. Via deze Nieuwstad kwamen veel mensen Zwolle binnen om naar de markt te gaan. Toch bestond destijds het grootste gedeelte van de huidige woonwijk uit onontgonnen gebied.
In de tweede helft van de 19e eeuw vond er een grote uitbreiding plaats en werden er vele arbeiderswoningen neergezet. Ook werden bestaande straten verlengd en nieuwe aangelegd.
Op 7 januari 1957 werd het uitbreidingsplan Dieze-Oost vastgesteld. Dit was een ontwerp van Sam van Embden en N.P.H.J. Roorda van Eysinga. Om de bouwkosten te drukken werden er voornamelijk portiekflats geplaatst van twee tot vier woonlagen. Toch heeft de wijk ook veel groen. Volgens de toen geldende opvattingen over stedenbouw, zou het hierdoor prettiger wonen zijn in de wijk.

## Verkeer en vervoer
Om de wijk te verbinden met het oude stadscentrum werd de Van Wevelinkhovenstraat aangelegd. Andere belangrijke verkeersaders zijn de Hogenkampsweg en de Meppelerstraatweg. Ook loopt de A28 langs de wijk. De Thomas a Kempisstraat en de Vechtstraat zijn belangrijke winkelstraten van Diezerpoort. Hier wordt 1 à 2 keer per jaar een bazaar georganiseerd.
Buslijnen 4 en 13 verbindt de wijk met het treinstation.

## Miljoenste woning
In 1962 werd in de wijk de miljoenste naoorlogse woning van Nederland opgeleverd, namelijk Hogenkampsweg 139. Dit feit werd op 8 november 1962 gevierd, onder andere met de onthulling, voor de woning, van een beeld van Henk Krijger, getiteld Het Gezin, en een optocht van wagens vol bouwmateriaal en gereedschappen. De viering werd bijgewoond door Koningin Juliana, die vanaf het balkon van de woning het defilé afnam.

## Afbeeldingen

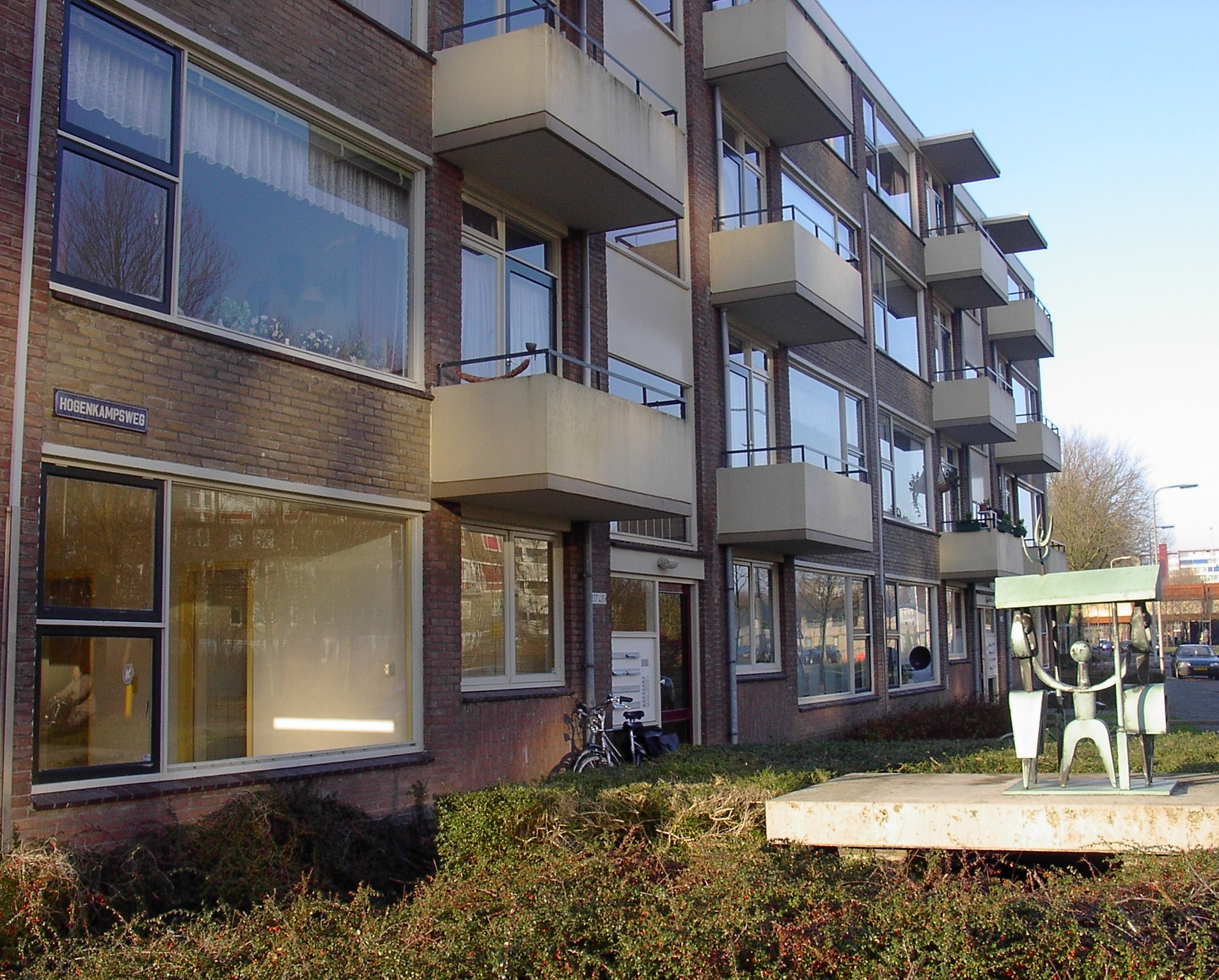
Het balkon linksonder is van de miljoenste naoorlogse woning.
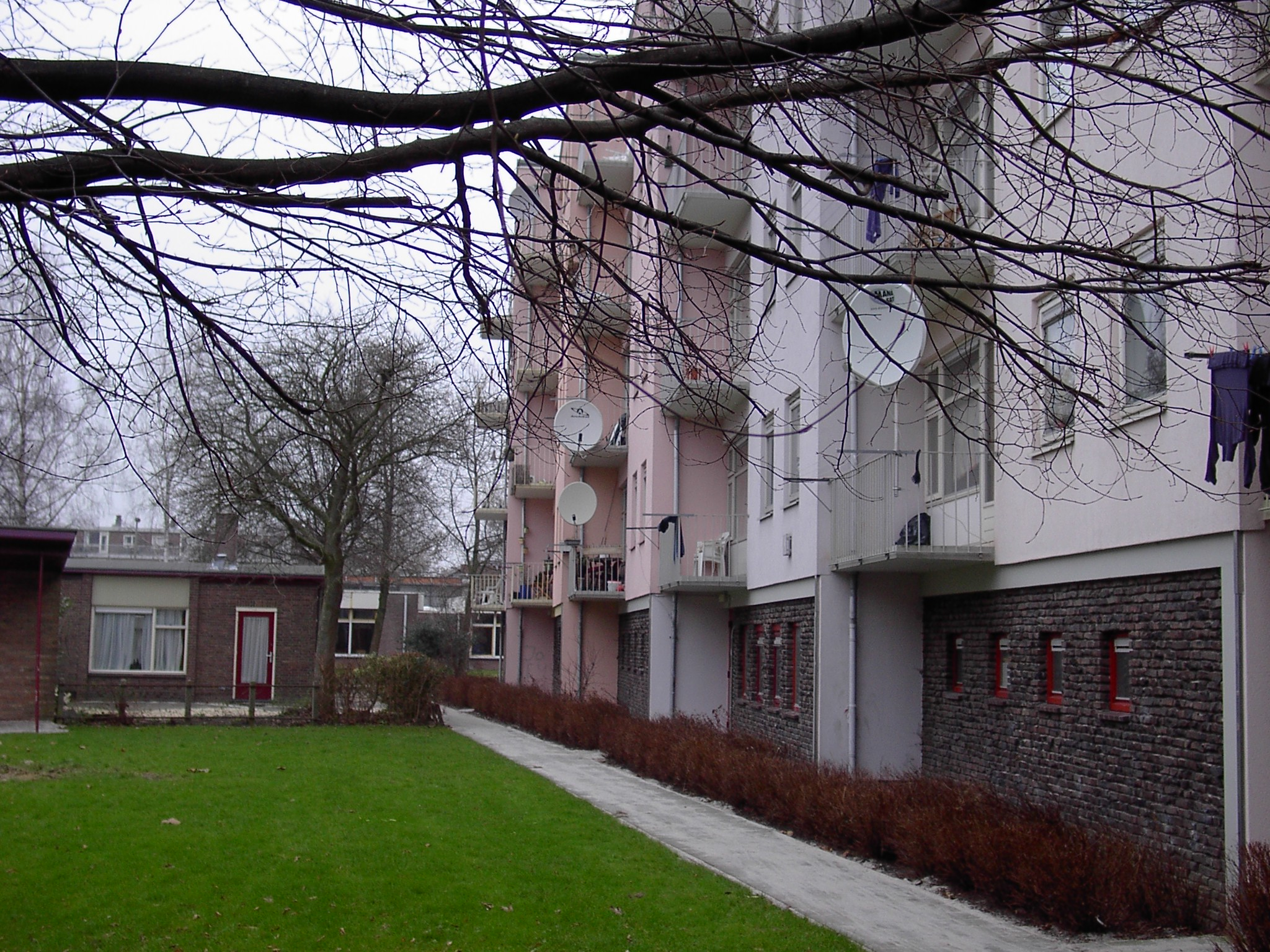
Portiekflats in Dieze-Oost.

Wijken: Aa-landen · Assendorp · Berkum · Binnenstad · Diezerpoort · Hanzeland · Holtenbroek · Ittersum · Kamperpoort-Veerallee · Marsweteringlanden · Poort van Zwolle · Schelle · Soestweteringlanden · Stadshagen · Vechtlanden · Westenholte · Wipstrik

Buurten: Aalanden-Midden · -Noord · -Oost · -Zuid · Bagijneweide · Berkum · Binnenstad-Noord · -Zuid · Bollebieste · Breecamp · Breezicht · Brinkhoek · De Tippe · Dieze-Centrum · Frankhuis · Gerenbroek · Gerenlanden · Geren · Haerst · Hanzeland · Harculo en Hoog-Zuthem · Herfte · Het Noorden · Hogenkamp · Holtenbroek I · II · III · IV · Indische Buurt · Ittersumerbroek · Ittersumerlanden · Kamperpoort  · Katerveer-Engelse Werk · Langenholte · Mastenbroek · Meppelerstraatweg-Zuid · Milligen · Nieuw-Assendorp · Noordereiland · Oldenelerbroek · Oldenelerlanden-Oost · -West · Oud-Assendorp · Oud-Westenholte · Oud Ittersum · Oud Schelle · Pierik · Schelle-Zuid en Oldeneel · Schellerbroek · Schellerhoek · Schellerlanden · Schildersbuurt · Schoonhorst · Spoolde · Stadsbroek · Stationsbuurt · Tolhuislanden · Veerallee · Veldhoek · Vreugderijk · Werkeren · Westenholte-Stins · Wezenlanden · Wijthmen · Windesheim · Wipstrik-Noord · -Zuid · Zwolle-Zuid

Bedrijventerreinen: Floresstraat · Hanzeland · Hessenpoort · Marslanden (-Noord · -Zuid) · Oosterenk · Voorst (Voorst-A · Voorst-B · Voorst-C) · Voorsterpoort · De Vrolijkheid